# Ассар, Нассер
Нассер Ассар (фр. Nasser Assar; 1928, Тегеран - 26 июля 2011) — французский художник иранского происхождения. Стоял у истоков зарождения направления нуагизм.

## Биография
Из образованной семьи, отец — преподаватель восточной философии в светском университете. В конце 1940-х юноша сблизился с коммунистической молодежью. В 1950—1953 учился на факультете изящных искусств в Тегеранском университете. В 1953 переехал в Гамбург, затем в Париж, где решил остаться навсегда. В 1955 в парижской галерее Призмы состоялась первая персональная выставка Ассара.
Под сильным впечатлением от выставки китайского искусства в музее Чернуски приходит к нефигуративной манере, напоминающей восточную каллиграфию. Глубоко интересуется китайской мыслью, античной философией. В 1961 проходит выставка Ассара в Лондоне, он сближается с искусствоведом Гербертом Ридом, знакомится с Фрэнсисом Бэконом. Тогда же он открывает для себя поэзию Ива Бонфуа, в 1962 знакомится с самим поэтом. В 1963 статью о живописи Ассара публикует известный философ-экзистенциалист Жан Гренье. Ассар знакомится с известным галеристом Эме Магтом, с поэтом Жаком Дюпеном. В 1972 в Тегеране Ассар встречается с крупнейшим иранистом Анри Корбеном, а через него сводит знакомство с Чораном, переводчиком Пьером Лейрисом, поэтессой Кэтлин Райн, философом, исследователем и переводчиком исламской мысли Кристианом Жамбе. В 1976—1978 Ассар знакомится с поэтами Пьером-Альбером Журданом, Филиппом Жакоте, Бернаром Ноэлем.
В 1982 Нассер Ассар получает французское гражданство.

## Творчество
Персональные выставки Ассара не раз проходили в Тегеране, Париже, Монпелье, Авиньоне, Брюсселе, Лондоне, Вашингтоне. Он иллюстрировал книги Бонфуа, Жакоте, Журдана и др. О его живописи, «одержимой невидимым», писали искусствоведы, поэты, философы — Герберт Рид, Журдан, Бонфуа, Жакоте, Б.Ноэль, Джон Эшбери, Роже Мюнье, Клод Эстебан, Кристиан Жамбе.